# Phượng Vũ
Phượng Vũ (sinh ngày 24 tháng 9 năm 1947 - mất ngày 16 tháng 4 năm 2021) là một ca sĩ, nhạc sĩ người Việt Nam. Ông là tác giả của một số ca khúc nhạc vàng được nhiều người biết đến trước năm 1975 như: Cánh thư mùa hạ, Rừng ái ân, Áo nhà binh. Ngoài ra, ông còn là anh ruột của nữ nhạc sĩ Khúc Lan.

## Thân thế cuộc đời
Ông tên thật là Trần Gia Bửu, sinh ngày 24 tháng 9 năm 1947 tại làng Tân Lập Phú, Thủ Dầu Một, Bình Dương. Từ nhỏ ông đã được gia đình cho theo học hàm thụ âm nhạc tại trường École Universelle tại Pháp.
Năm 1965, ông theo học Kiểm sự Thủy Lâm chuyên Ngư nghiệp Lục địa tại trường Trung học Nông Lâm Súc Cần Thơ. Năm 1966, ông trúng tuyển ca sĩ do Đài Phát thanh Sài Gòn tổ chức tại Rạp Hưng Đạo. Hãng đĩa Dư Âm lập tức mời ông cộng tác với cả vai trò sáng tác và ca sĩ. Năm 1972, ông về mở lớp nhạc ở Cần Thơ.
Sau sự kiện 30 tháng 4 năm 1975 thì lớp nhạc bị rút giấy phép nên ông tham gia hát trong đoàn Tiếng Ca Sông Hậu, Nghệ thuật Hoàng Biếu, Trường Sơn, Ngọc Giao... Cuối năm 1988, ông cùng vợ và hai con nhỏ vượt biển tới trại tỵ nạn Pulau Bi Đông, sau đó được nhạc sĩ Nam Lộc bảo trợ về Little Saigon. Tại đây, Phượng Vũ vừa hát vừa sáng tác cho các trung tâm băng nhạc Phượng Hoàng, Giao Linh, Hải Lý, Mai Vy... Đầu thập niên 1990, Phượng Vũ mở một phòng thu và ban nhạc cùng tên.
Phượng Vũ qua đời ngày 16 tháng 4 năm 2021 tại bệnh viện Orange Coast, Quận Cam.

## Cánh thư mùa hạ
Một nữ sinh Nông Lâm Súc Cần Thơ tên THC là tác nhân chính trong bản nhạc Cánh thư mùa hạ, thu thanh lần đầu năm 1972 bởi Duy Khánh trong băng nhạc Thương Ca. Phượng Vũ sáng tác bài này năm 1970 tại Gò Công để nhớ về trường Nông Lâm Súc Cần Thơ. Trong thời gian này, ông là giáo sinh trường Nông Lâm Súc Gò Công ở trường cộng đồng Vĩnh Thạnh, Gò Công. Ông tâm sự "hoa phượng" là hư cấu cho có vẻ học trò thơ mộng chứ trường Nông Lâm Súc Cần Thơ không có hoa phượng.

## Tác phẩm

### CD
- Phượng Hoàng 33: Phượng Vũ 1: Kỷ Niệm Nào Buồn (Giao Linh, Thiên Trang, Sơn Tuyền, Phương Mai, Phựong Vũ) (1992)
- Phượng Hoàng 34: Tango Kỷ Niệm (Lưu Hồng, Giao Linh, Hải Lý, Phượng Vũ) (1992)
- Giao Linh 9: Ngày Con Về (Giao Linh, Duy Khánh, Việt Dzũng, Phượng Vũ) (1992)
- Giao Linh 10: Ngày Buồn (Giao Linh, Phượng Vũ) (1992)
- Hải Lý: Thiếu Phụ Cô Đơn (Hải Lý, Phượng Vũ) (1992)
- Phượng Vũ 1: Hương Bưởi Nhà Em (Hưong Lan, Phượng Vũ) (1996)
- Phượng Vũ 2: Thương Thầm Tà Áo Tím (Hương Lan, Phượng Vũ) (1997)
- Phượng Vũ 3: Mẹ Là Ánh Sáng (Hương Lan, Bảo Trân, Phượng Vũ) (1998)
- Phượng Vũ 4: Mùa Xuân Nguyễn Thị (Giao Linh, Hương Lan, Phượng Vũ) (1999)
- Phượng Vũ 5: Về Mái Nhà Xưa
- Phượng Vũ 6: Chuyện Tình Màu Hoa Tím (Thanh Tuyền, Phượng Vũ)

### Ca khúc
Đến nay ông sáng tác được hơn 80 ca khúc, nhiều ca khúc đã nổi tiếng từ trước 1975.
- Áo nhà binh
- Cánh thư mùa hạ (1970)
- Cánh thư gửi mẹ
- Cánh thư mùa xuân
- Chiếc khăn màu tím (với Thanh Phong) (1970)
- Chuyện tình màu hoa tím
- Hương bưởi nhà em
- Lời tự tình cho em
- Mái tóc quê hương
- Mẹ là bài ca dao
- Một mình trong xuân
- Mùa xuân cao nguyên (1975)
- Mùa xuân em bỏ đi (1992)
- Mùa xuân Nguyễn Thị
- Người em miền Nam
- Quà cưới cho em
- Rừng ái ân (với Nguyễn Đào Nguyễn) (1970)
- Tà áo xuân
- Thảo ca
- Thư xuân cho mẹ
- Thương về mẹ Huế
- Thương lắm Cà Mau
- Thương thầm tà áo tím
- Tìm một mùa xuân
- Tết này anh không về
- Tết trên rừng
- Trên ngọn tình sầu (Phượng Vũ & Hoàng Phương)
- Trường cũ xuân xưa
- Trường xưa lối về (tên gốc Mình nhớ mình thương, 1971)